# Scaria
Scaria is een geslacht van rechtvleugeligen uit de familie doornsprinkhanen (Tetrigidae). De wetenschappelijke naam van dit geslacht is voor het eerst geldig gepubliceerd in 1887 door Bolívar.

## Soorten
Het geslacht Scaria omvat de volgende soorten:
- Scaria boliviana Bruner, 1922
- Scaria brevis Hancock, 1909
- Scaria fasciata Hancock, 1907
- Scaria ferruginea Hancock, 1909
- Scaria hamata De Geer, 1773
- Scaria laeta Günther, 1940
- Scaria lineata Bolívar, 1887
- Scaria maculata Giglio-Tos, 1898
- Scaria producta Hancock, 1907